# Ⓐ

Formes du a encerclé en koalib.

L’a encerclé (majuscule : Ⓐ, minuscule : ⓐ ou, dans la pratique, @) est un symbole et une lettre de l’alphabet latin utilisée dans l’écriture du koalib et a été utilisé dans l’écriture du heiban.

## Utilisation
L’a encerclé a aussi été utilisé dans l’orthographe heiban dans la traduction de la Bible, Kitham Gina Giyaŋ, publiée par la British and Foreign Bible Society en 1966.